# Jerzy Sierosławski
Jerzy Sierosławski (ur. 16 marca 1921 w Brzeziu, zm. 18 kwietnia 2007 w Rabce-Zdroju) – polski artysta fotograf, fotograf krajoznawca. Członek Związku Polskich Artystów Fotografików, członek Krakowskiego Towarzystwa Fotograficznego.

## Życiorys
Jerzy Sierosławski związany z rabczańskim środowiskiem fotograficznym – od 1952 roku mieszkał, pracował i tworzył w Rabce. Urodził się w Brzeziu, od 1939 roku mieszkał Szreniawie (koło Proszowic) gdzie podjął pracę pomocnika magazyniera w Związku Plantatorów Tytoniu. Po 1940 roku zajmował się fotografią – m.in. współpracując z Armią Krajową (opracowywanie konspiracyjnych materiałów fotograficznych) oraz fotografią zarobkową. Po zakończeniu II wojny światowej – przez dwa lata mieszkał w Krakowie, następnie w 1948 roku przeprowadził się do Katowic, po krótkim czasie podjął pracę referenta prasowego w Naczelnej Dyrekcji Śląsko-Krakowskiego Funduszu Wczasów Pracowniczych w Bielsku-Białej. W ramach pracy referenta (m.in.) sporządził dokumentację fotograficzną obiektów wczasowych w południowej Polsce, czego pokłosiem były liczne publikacje w wydawnictwach krajoznawczych i kartach pocztowych. 
W tym samym czasie zainspirowany twórczością Adama Bogusza – zajął się fotografią artystyczną. W 1952 roku zamieszkał w Rabce, gdzie podjął pracę w Śląskim Ośrodku Rehabilitacji Dzieci im. W. Pstrowskiego – jako technik w zakładzie radiologii i w ciemni fotograficznej. W tym czasie zrealizował trzy filmy krótkometrażowe związane z tematyką ochrony zdrowia. Od 1954 roku do 1960 był członkiem Krakowskiego Towarzystwa Fotograficznego. Był członkiem Oddziału Polskiego Towarzystwa Turystyczno-Krajoznawczego w Rabce, w ramach działalności którego był współzałożycielem (m.in. z Tadeuszem Rydetem) Koła Fotografików – sprawującego kuratelę nad konkursami fotograficznymi, wystawami dla fotografów amatorów z Rabki, Krakowa oraz Zakopanego. 
Szczególne miejsce w twórczości Jerzego Sierosławskiego zajmowała fotografia krajoznawcza oraz fotografia reporterska (dokumentalna). Był obserwatorem życia społecznego, dokumentalistą najważniejszych wydarzeń sportowych, kulturalnych i religijnych w regionie. Był autorem i współautorem wielu wystaw fotograficznych – w Polsce i za granicą; indywidualnych, zbiorowych, poplenerowych oraz pokonkursowych, na których otrzymywał nagrody, wyróżnienia, dyplomy, listy gratulacyjne. Jego fotografie były prezentowane m.in. w Hiszpanii, Niemczech, Szkocji, Polsce oraz we Włoszech. W 1959 roku został przyjęty w poczet członków rzeczywistych Związku Polskich Artystów Fotografików. W 1987 roku był współzałożycielem Okręgu Górskiego ZPAF. Jerzy Sierosławski zmarł 18 kwietnia 2007 – pochowany na Cmentarzu Komunalnym w Rabce-Zdroju (Zabornia). 

## Odznaczenia
- Srebrny Krzyż Zasługi (1959)
- Srebrna Odznaka Polskiego Towarzystwa Turystyczno-Krajoznawczego (1966)
- Złota Odznaka Zasługi w Rozwój Województwa Katowickiego (1971)
- Złoty Krzyż Zasługi (1976)
- Medal Zasługi dla Uzdrowiska Rabka (1977)
- Złota Odznaka Polskiego Towarzystwa Turystyczno-Krajoznawczego (1978)
- Krzyż Kawalerski Orderu Odrodzenia Polski (1986)

Źródło